# Mario Pezzi
Mario Pezzi (ur. 19 września 1942 r. w Gottolengo) – włoski ksiądz rzymskokatolicki. Jest członkiem trzyosobowej Międzynarodowej Ekipy Odpowiedzialnej za Drogę Neokatechumenalną, w skład której, zgodnie ze Statutem Drogi Neokatechumenalnej, wchodzą również dożywotnio jej inicjatorzy: Kiko Argüello i Carmen Hernández.

## Życiorys
- Wyświęcony w 1969 r. po ukończeniu komboniańskiego seminarium duchownego.
- Od 1970 r. uczestniczył w narodzinach Drogi Neokatechumenalnej.
- W 1979, razem z Kiko Argüello i Carmen Hernández, miał swoje pierwsze spotkanie z papieżem Janem Pawłem II w Castel Gandolfo.
- W 1992 r. opuścił zakon komboniański, aby móc kontynuować z większym poświęceniem swoją pracę na Drodze Neokatechumenalnej.